# سیارک ۱۰۴
سیارک ۱۰۴ (به انگلیسی: 104 Klymene) صد و چهارمین سیارک کشف شده‌است که در ۱۳ سپتامبر ۱۸۶۸ کشف شد.
قدر مطلق سیارک برابر ۸٫۲۷ است.